# Дворец Страсбургского университета

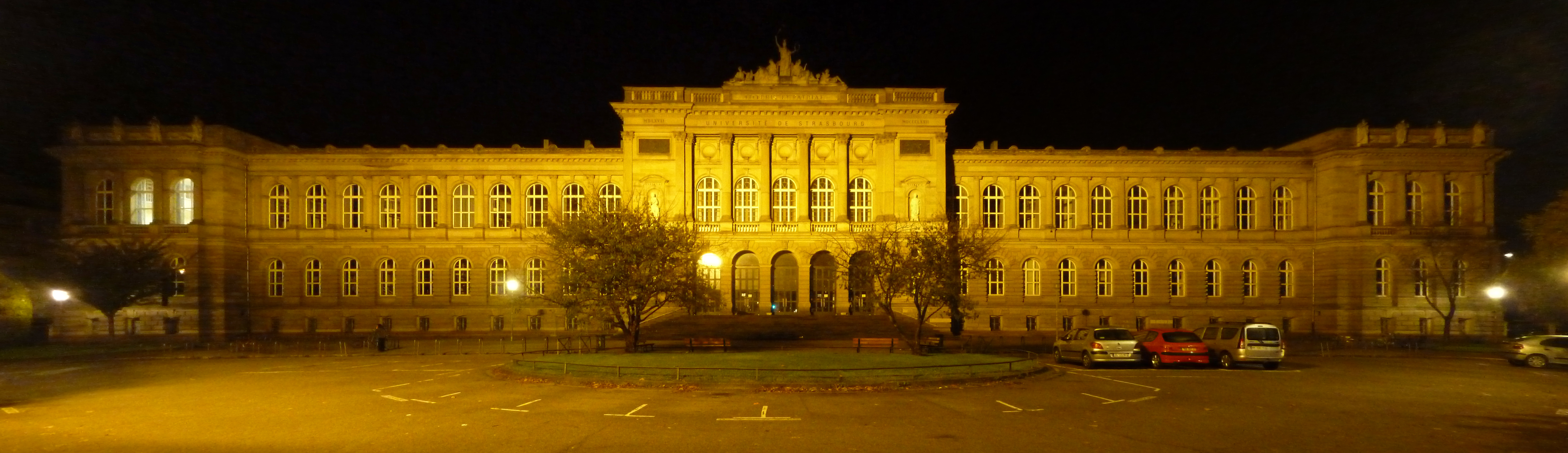
Фасад дворца ночью

Университетский дворец Страсбурга (фр. Palais universitaire de Strasbourg), который обычно именуют "Palais U", представляет собой здание в стиле неоренессанс, построенное в период с 1879 по 1884 год под руководством архитектора Отто Варта и торжественно открытое императором Пруссии Вильгельмом I в 1884 году.
Это здание стало главным центром нового Страсбургского университета, когда Эльзас-Лотарингия была присоединена к Германской империи в 1871 году, заменив французский университет, который был построен из Гимназии Жан-Стурм в 1538 году.

## История
После аннексии Эльзаса-Мозеля Германской империей, немецкая интеллигенция и политические деятели хотели создать в Страсбурге немецкий университет. Франц фон Роггенбах, политик из Бадена, был движущей силой этого проекта, он хотел создать современный университет. Создание нового университета, "Kaiser-Wilhelms-Universität", началось в конце войны. Университет был торжественно открыт во временном комплексе во Дворце Рогана с 1 по 2 мая 1872 года. После разрушений, вызванных осадой Страсбурга, и в связи с желанием создать новый университет как центр интеллектуальной жизни и сосредоточения немецкого влияния, были построены новые здания. Университетский дворец должен был стать сердцем университетского городка в новом немецком квартале Нойштадт.
Первый проект дворца был предложен Германом Эггертом, градостроителем университета. Но фасад здания не был оценен по достоинству, и был объявлен конкурс на строительство дворца. В конкурсе участвовал 101 архитектор, из которых только семь были из Эльзаса. Победителем стал молодой немецкий архитектор Отто Варт, который предложил здание в стиле неоренессанса, вдохновленного Италией. Строительство началось в 1879 году и было завершено в 1884 году под руководством архитектора (2). В дополнение, были возведены многочисленные здания факультетов и институтов университета. Ботанический сад Страсбургского университета, который является наследником ботанического сада бывшего университета, должен был быть выстроен позади дворца. Вокруг него построен комплекс, включающий несколько институтов, а также астрономическую обсерваторию. Новое здание было торжественно открыто 27 октября 1884 года Вильгельмом I Немецким после инвестирования 2 500 000 немецких марок.
С 10 августа 1949 года по 8 сентября 1949 года в главном холле дворца состоялась первая сессия Совета Европы, в которой приняли участие 101 делегат из двенадцати европейских государств.
21 мая 1990 года вестибюль, Аула, главные лестницы и внутренние коридоры с их первоначальной отделкой были классифицированы как исторические памятники.

## Внешняя часть здания

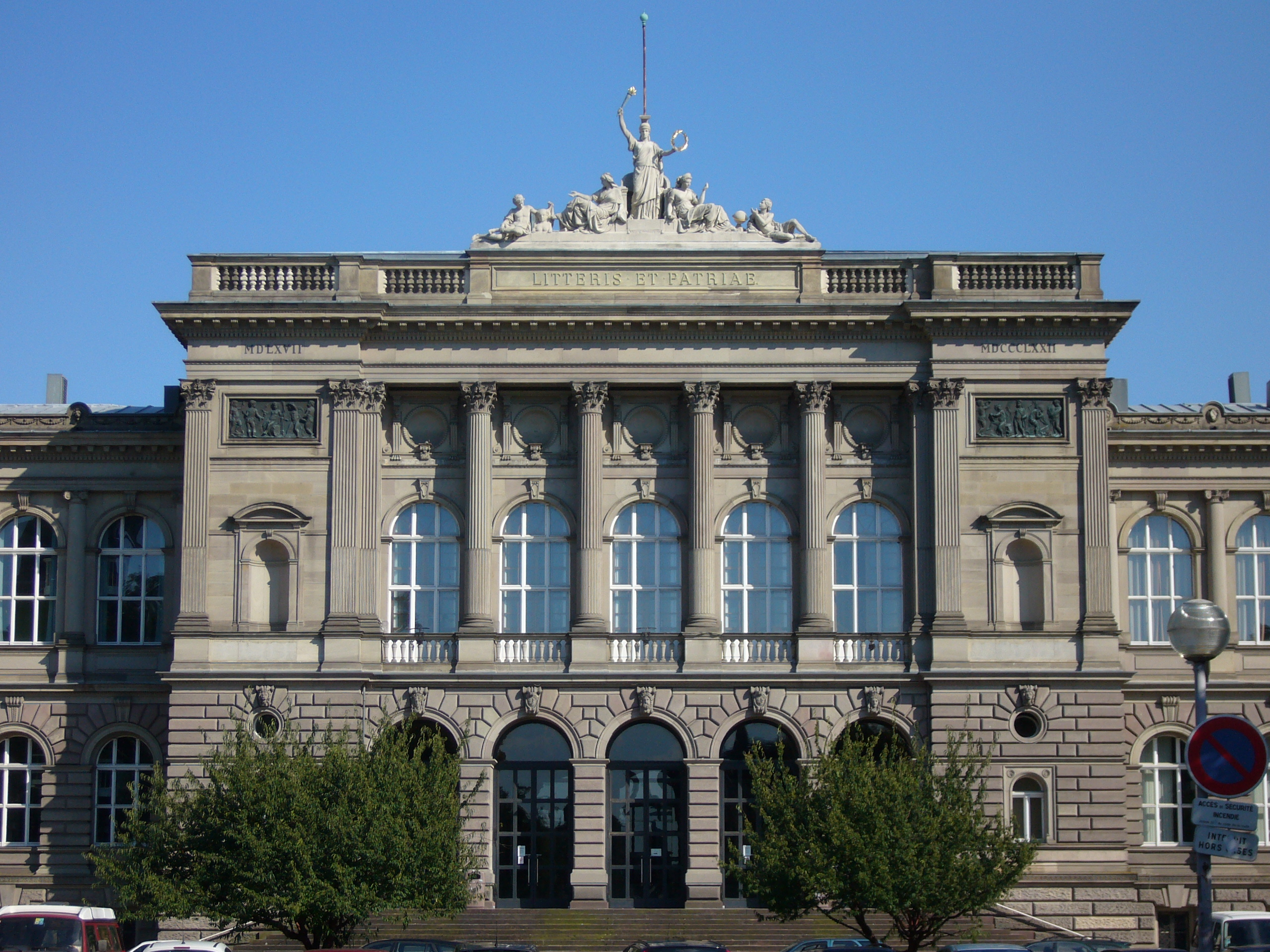
Главный центральный фасад дворца

Архитектор Отто Варт был вдохновлен итальянским Возрождением. Эстетически фасады выполнены в стиле Палаццо Помпеи (1530) в Вероне, автор Микеле Санмикели. Шесть угловых стен украшают 36 статуй ученых и исследователей в полный рост, начиная с эпохи Возрождения и заканчивая XIX веком. За исключением Кальвина, большинство этих деятелей - представители немецкоязычного мира. Главный фасад, который включает пять проемов с большими окнами, увенчан аллегорической скульптурной композицией с Афиной, Духом и Природой. На балюстраде высечена примечательная надпись: LITTERIS ET PATRIAE, (с лат. Гуманитарий и Наследие".
В рамках празднования 50-летней годовщины Елисейского договора, ознаменовавшего франко-германское перемирие, Страсбургский университет решил вернуть в свою стелу на фронтоне 2,5-метровую статую Германии (лат. Germania), аллегорию Германии, и Аргентины (лат. Argentina), аллегорию Страсбурга, выполненные из 3,5 тонн бургундского известняка. Скульптура Германии исчезла в 1920 году, а Аргентина после 1940 года. Скульптор Патрик Берто из Эшбак-о-Валь близ Мюнстера воссоздал его по очень старой фотографии. Он завершил свою работу в конце 2013 года.

## Внутреннее помещение

### Аула
Атриум, который теперь называется "аула", представляет собой внутренний двор, покрытый стеклянной крышей в итальянском стиле, похожей на крышу виллы Гарцони в Понтекасале (1540 г.), построенной Якопо Сансовино. Расписной декор арок, соединяющих фасад со стеклянной крышей, напоминает большой зал Палаццо Дориа-Памфили (1521-1529) в Генуе.

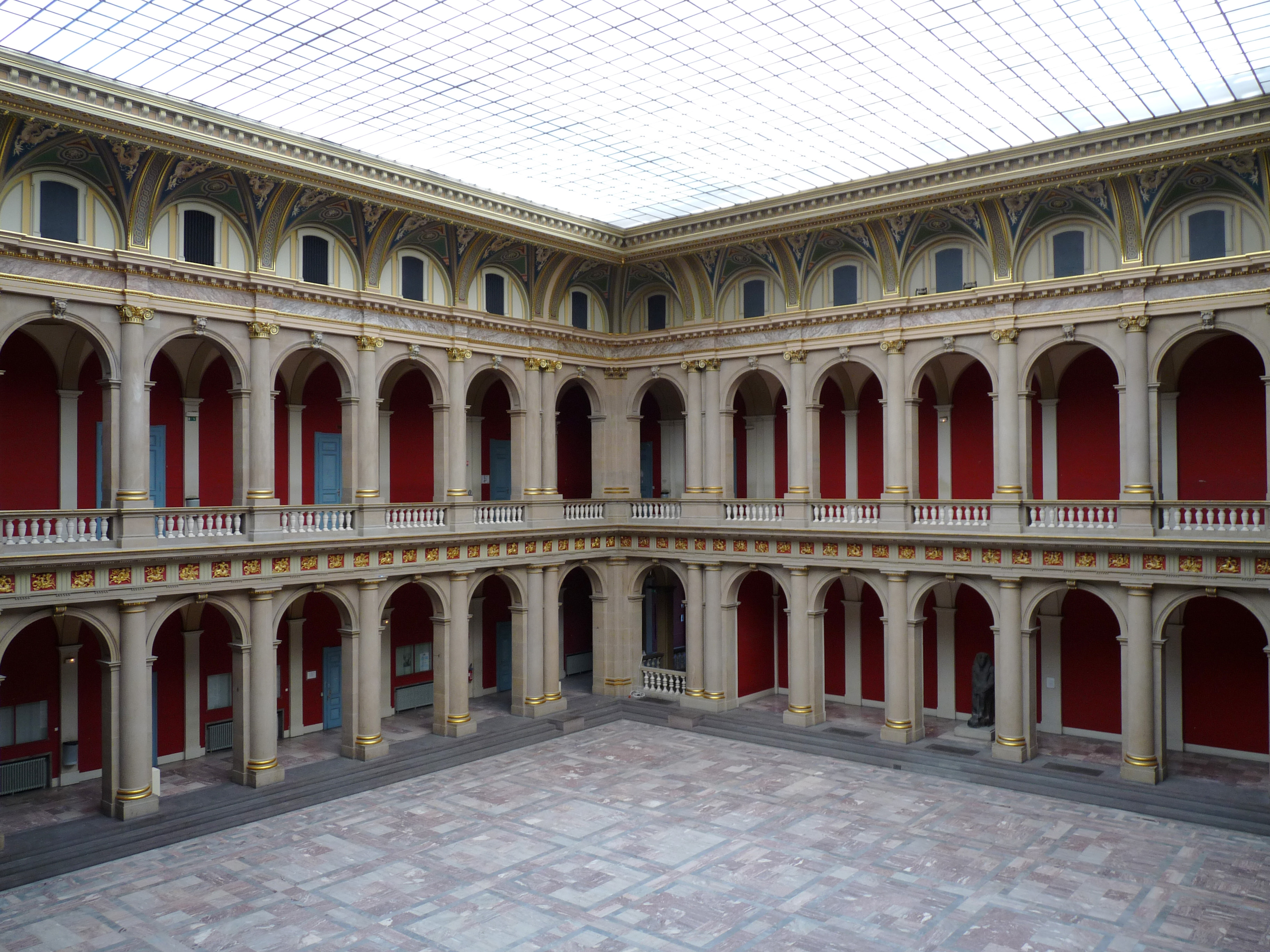
Аула Дворца (Главный холл)

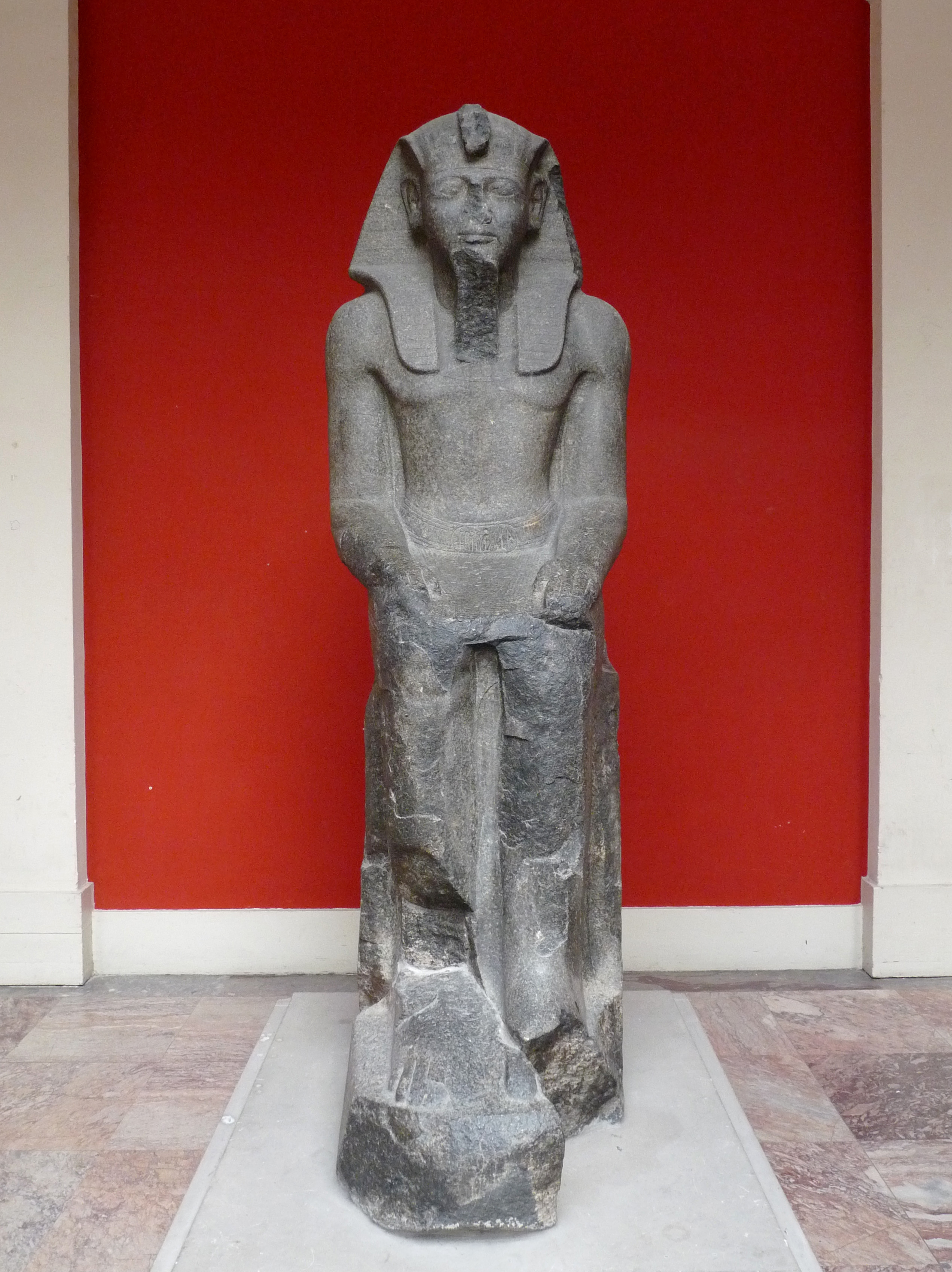
Статуя Рамзеса II

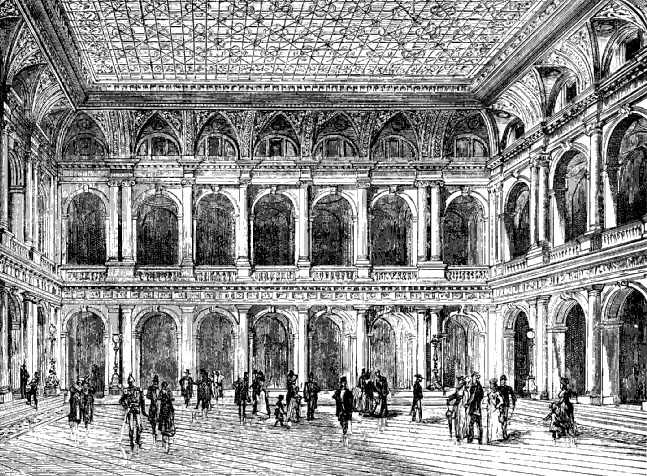
Гравюра XIX в.

### Статуя Рамзеса
В ауле установлена большая сидящая статуя Рамзеса II. Сделанный из чёрного гранита, высотой 2,15 м, он является одним из двух идентичных экспонатов, обнаруженных во время раскопок, проводимых Пьером Монтё в Тунисе (Египет) в период 1928-1933 года. Профессор Монте считал, что обнаружил храм Анты, основанный Гиксосами и увенчанный Рамзесом .
Пьер Монте оценил его как "более скучный", из-за "изуродованных носа, подбородка, рук и коленей, а также из-за слишком подчеркнутых складок губ и слишком близко расположенных к макушке глаз".

## Дворец сегодня

### Образование
Дворец до сих пор используется как учебное заведение. Сейчас в нём располагаются факультеты искусств (изобразительных искусств), исторических наук (истории, истории и цивилизации мусульманского мира, истории искусств и археологии) и теологии (католической и протестантской) Страсбургского университета.

### Музей муляжей
На уровне сада дворца (rez-de-jardin) находится Музей муляжей, или Гипсотека - коллекция, собранная с 1873 года профессором археологии Адольфом Михаэлисом  и установленная в достроенном здании в 1884 году. Это значимая коллекция копий в натуральную величину основных скульптурных произведений греческой и римской античности, а также Египта и Месопотамии.

С 2015 года коллекция находится под управлением ассоциации "Друзья музея Адольфа Михаэлиса" с целью сделать её доступной для общественности и развивать культурную деятельность.

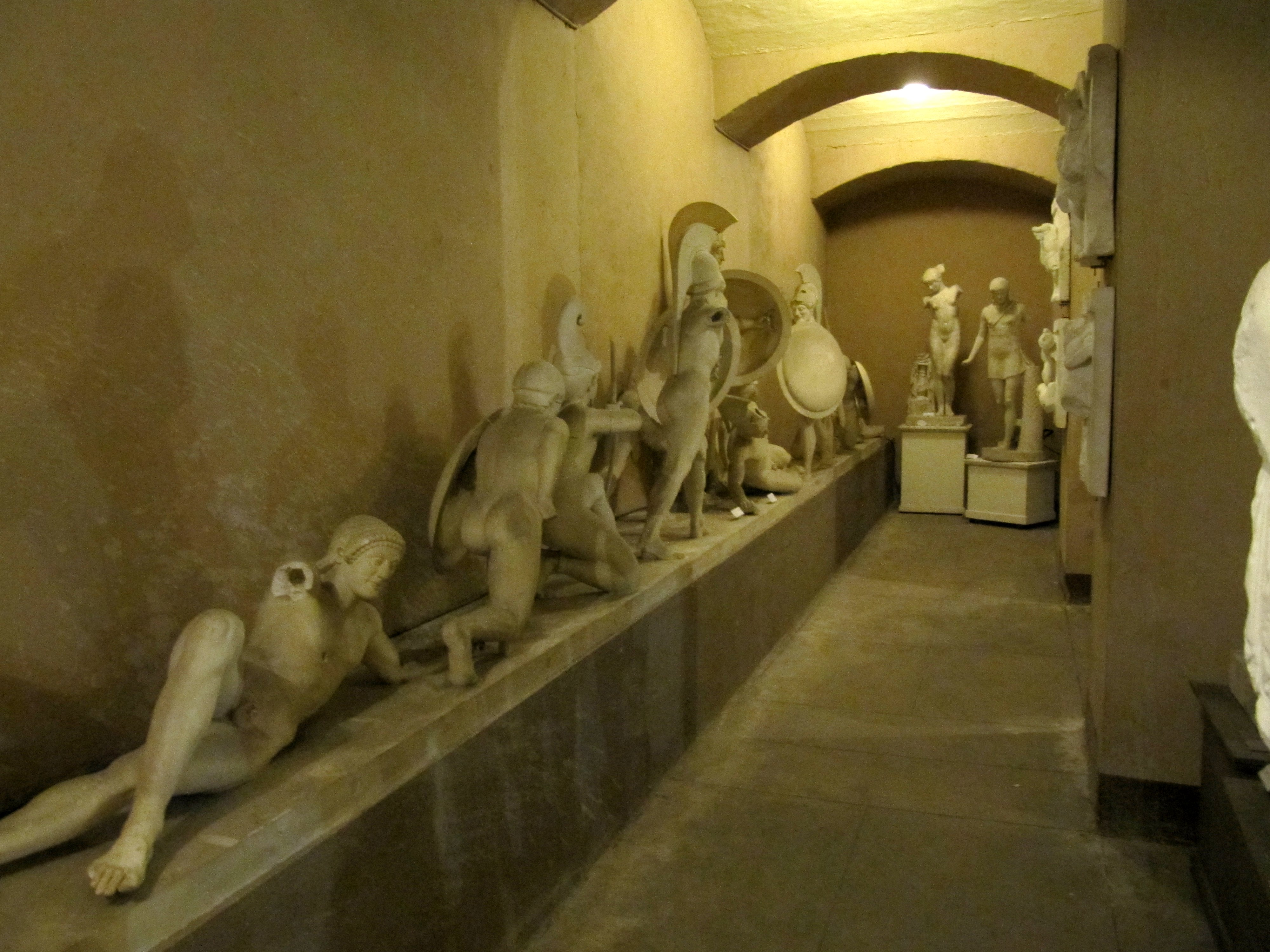
Музей муляжей
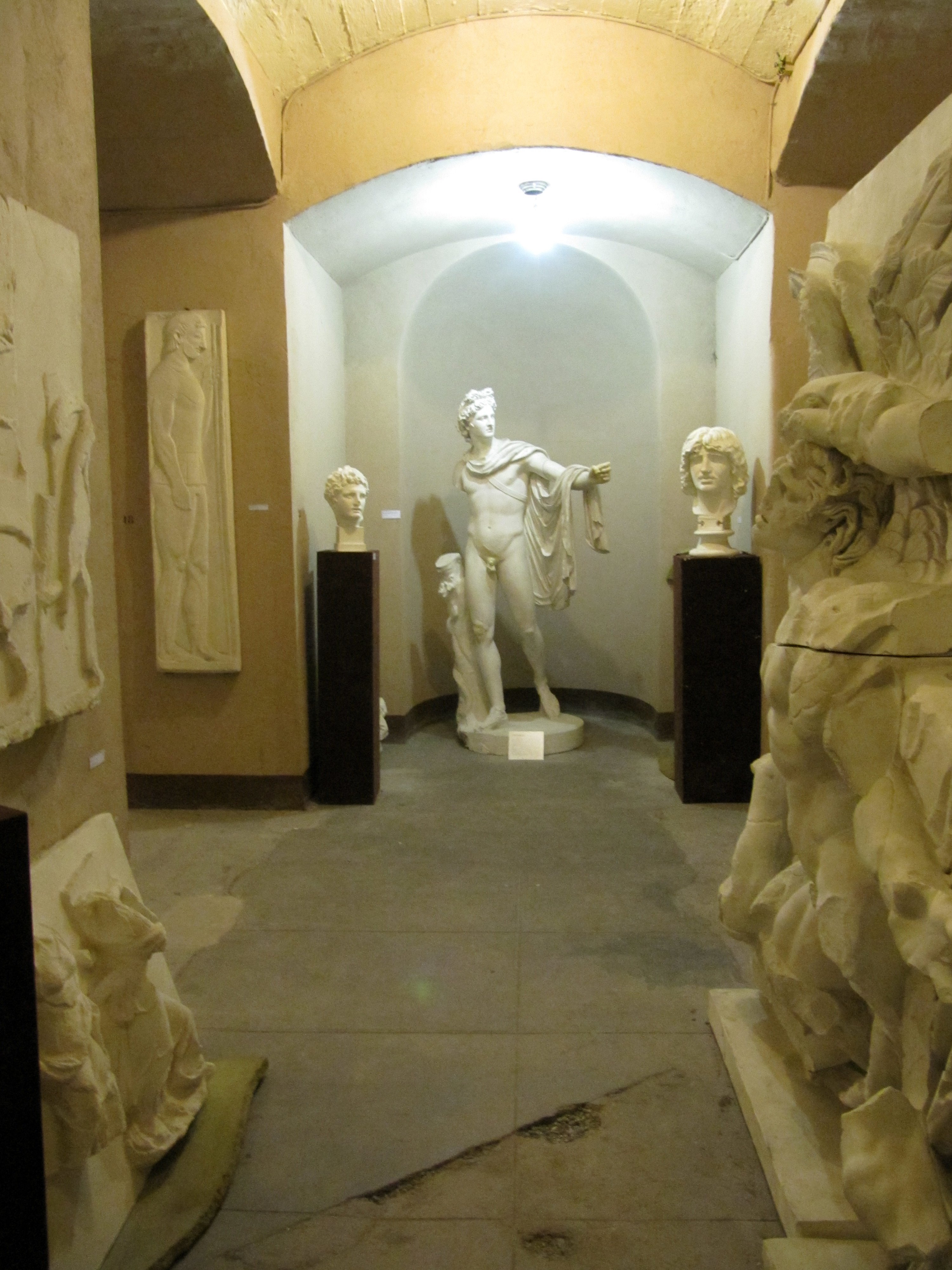
Музей муляжей

## Исторический кампус
Университетский дворец является одним из самых важных зданий в Нойштадте, но это не единственное здание, предназначенное для размещения нового имперского университета. На самом деле это сердце кампуса, который теперь называется "историческим кампусом", чтобы отличать его от "центрального кампуса", построенного в 1960-х годах в районе Эспланада (Esplanade).
В задней части дворца находится большой сад, Университетский сад, окруженный несколькими зданиями в том же стиле: бывший химический институт (ныне факультет психологии), бывший дом директора школы химии, который сейчас занимает отдел логистики недвижимости, институт физики (к которому в 1965 году была сделана пристройка), бывший институт ботаники, который сейчас используется факультетом педагогики и философии, музей сейсмологии и новый институт ботаники (построенный в 1966 году на месте старых теплиц). В восточной части кампуса находится ботанический сад Страсбургского университета с астрономической обсерваторией и бывшим домом директора обсерватории в его центре.
На другой стороне "улицы Университета" (rue de l'Université) находятся лаборатория гидрологии и геохимии, ранее институт минералогии и геологии, и зоологический музей. Наконец, "дом персонала" расположен на другой стороне улицы Гёте (rue Goethe).